# Солёное (Солонянский район)
Солёное (укр. Солоне) — посёлок, Солонянский поселковый совет, Солонянский район, Днепропетровская область, Украина.
Является административным центром Солонянского района и административным центром Солонянского поселкового совета, в который, кроме того, входят посёлок Надиевка, сёла Аполлоновка, Гончарка, Днепровское, Сергеевка и ликвидированное село Вишнёвое.

## Географическое положение

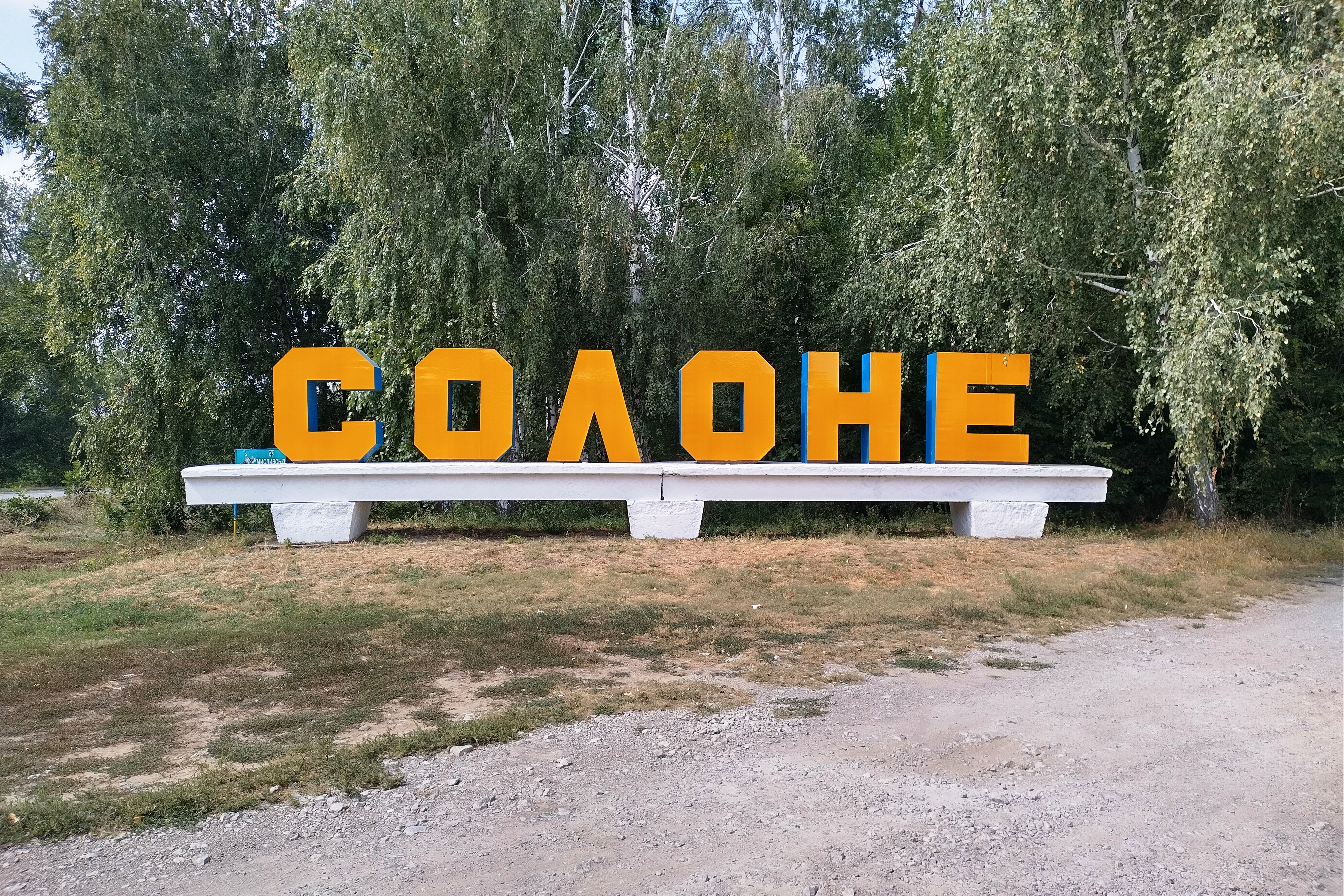
Стела при въезде в посёлок

Посёлок городского типа Солёное находится на берегах небольшой пересыхающей реки Солёненькая, которая через 5 км впадает в реку Мокрая Сура.
На реке и нескольких пересыхающих ручьях сделаны запруды.

## История
Село основано в конце XVII века крепостными. Тогдашнее название — Новосёловка. В 1780-х годах из-за речки, которая там протекала, село переименовывают в Солёненькое, а позже в Солёное. На карте Екатеринославской губернии 1919 года село ещё имело название Солёненькое.
Название Солёненькое исходит от названия речки Солёненькой (притока Камышеватой Суры). По легендам речка была солёная на вкус, а на берегах выступал солонец.
Местность, где расположено Солёное, была заселена ещё в III тысячелетии до нашей эры. Об этом свидетельствуют остатки поселения и курганный могильник эпохи ранней бронзы, сохранившиеся на окраинах села до наших дней.
После ликвидации Запорожской сечи в 1775 году, эти земли императрица Екатерина II дарит своим фаворитам, и многим чиновникам.
В 1780-х годах XVIII века эти земли стали собственностью генерал-лейтенанта И. И. Хорвата. Село было переименовано в Солёненькое. В то время здесь проживало 485 человек. В 1799 году село вместе с крепостными купил помещик Неверовский.
В 1764—1783 гг. Солёное входило в состав Новороссийской губернии, с 1783 по 1796 год — в Екатеринославское наместничество. После прихода на трон империи Павла I эти земли вновь оказались в Новороссийской губернии, но только до 1802 года. В 1802 г. Новороссийская губерния была разделена на Николаевскую, Екатеринославскую и Таврическую губернии. Солёное — казацкое поселение в Екатеринославском уезде Екатеринославской губернии.
В 1803 году в Солоненьком была возведена Петро-Павловская церковь
В декабре 1905 года в Соленом проходил съезд Крестьянского союза, на что власти объявили военное положение в уезде и село было обстреляно артиллерией по приказу генерал-губернатора Сандецкого. Василий Строменко, Ярема Строменко, Афанасий Бабенко, учитель Евгений Моцный, Оникикий Стром, Потап Колодченко, Михей Московка 1882 г.р., Даниил Бондаренко, Григорий Поплавский были арестованы. Большинство из них осуждены и высланы на север России.
С 1923 года село районный центр Солонянского района Днепропетровской области.
В 1925 году в Соленом состоялся громкий судебный процесс. На скамье подсудимых оказались 14 человек. Между ними председатель Солонянского райисполкома, председатель СильЕСТИ-ва, фининспектор и нарсудья. Главные пункты обвинения — незаконное лишение некоторых крестьян права голоса на выборах, несправедливое решение земельных вопросов, растраты, небрежное отношение к своим обязанностям
20 ноября 1931 года здесь началось издание районной газеты.
В 1937 советская власть построила в Соленом грандиозный театр, который был разрушен при отступлении немецкой армии в 1943 году.
До 1941 года в Солонянской школе преподавали математику — Евгений Федосеевич Моцный, а украинский язык и литературу — Александр Потапович Колодченко.
В ходе Великой Отечественной войны в 1941—1943 гг. селение находилось под немецкой оккупацией.
В 1960 году село получило статус посёлок городского типа. В середине 1970х годов здесь действовали завод продовольственных товаров и молокозавод.
В январе 1989 года численность населения составляла 7249 человек.
В июле 1995 года Кабинет министров Украины утвердил решение о приватизации находившихся здесь двух птицеводческих совхозов.
По состоянию на 1 января 2013 года численность населения составляла 7665 человек.

## Экономика
- ООО «Завод полимер-деталь».
- ООО Солонянский завод «Агрополимердеталь».
- ООО «Агроовен».

## Объекты социальной сферы
- Школа № 1.
- Школа № 2.
- Солонянский профессиональный аграрный лицей (бывшее ПТУ № 84)[13]
- Детский сад.
- Больница.
- Дом культуры.
- Дом детского творчества.
- Детская музыкальная школа.

## Транспорт
Посёлок находится в 10 км от ближайшей железнодорожной станции Привольное Приднепровской железной дороги.
Через посёлок проходит автомобильная дорога Т-0417.

## Известные уроженцы
- Чумаченко Михаил. Константинович (? — 1921) — атаман, имел свой отряд, Вместе со своими братьями Иваном, Трофимом и Наумом принимал участие в Освободительной борьбе в 1918—1920 годах. на Екатеринославщине. Погиб в феврале 1921 года вместе с известным деятелем повстанческого движения доктором Гелиевым в Соленом.
- Строменко Василий Оникиевич (1880—1937) — художник, ученый, политический деятель и сподвижник Д.И. Яворницкого.
- Строменко Ярема Яковлевич — (?-?) — дядя Василия Строменко, политический деятель. член партии СР, громкий на Екатеринославском земском собрании от Екатеринославского уезда. В 30-х годах XX века сослан большевиками в северные края России вместе с семьей за активную антисоветскую деятельность против раскулачивания и коллективизации, откуда он не вернулся.
- Бельченко, Сергей Саввич — высокопоставленный работник органов госбезопасности СССР, в годы Великой Отечественной войны — организатор и руководитель партизанского движения на оккупированной территории, в 1943—1953 — нарком (министр) внутренних дел Белорусской ССР, генерал-полковник.
- Андреев, Василий Аполлонович — Герой Советского Союза.
- Полторацкий, Фёдор Никитович — Герой Социалистического Труда
- Штеменко, Александр Васильевич — доктор химических наук, профессор, заведующий кафедрой неорганической химии УГХТУ
- Зинченко, Игнат Игнатьевич — Герой Социалистического Труда
- Оковитый, Сергей Иванович — доктор химических наук, профессор, профессор кафедры органической химии, проректор по научной работе ДНУ

## Достопримечательности
- Братская могила советских воинов.

## Интересные факты
В селе находится имение или братьев Бергманов. Сейчас там находится краеведческий музей пгт. Солёное.

## Галерея

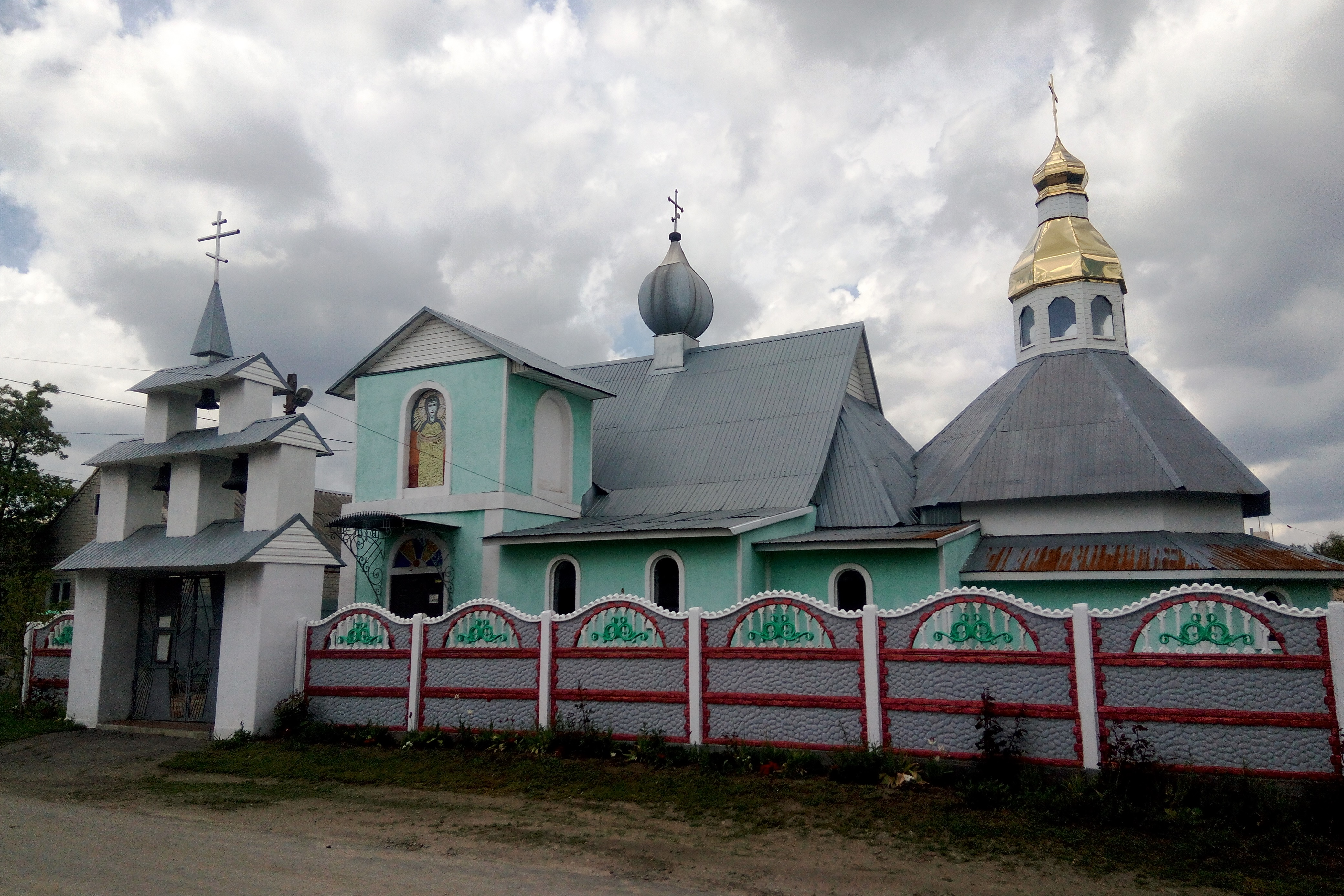
Свято-Сретенский храм
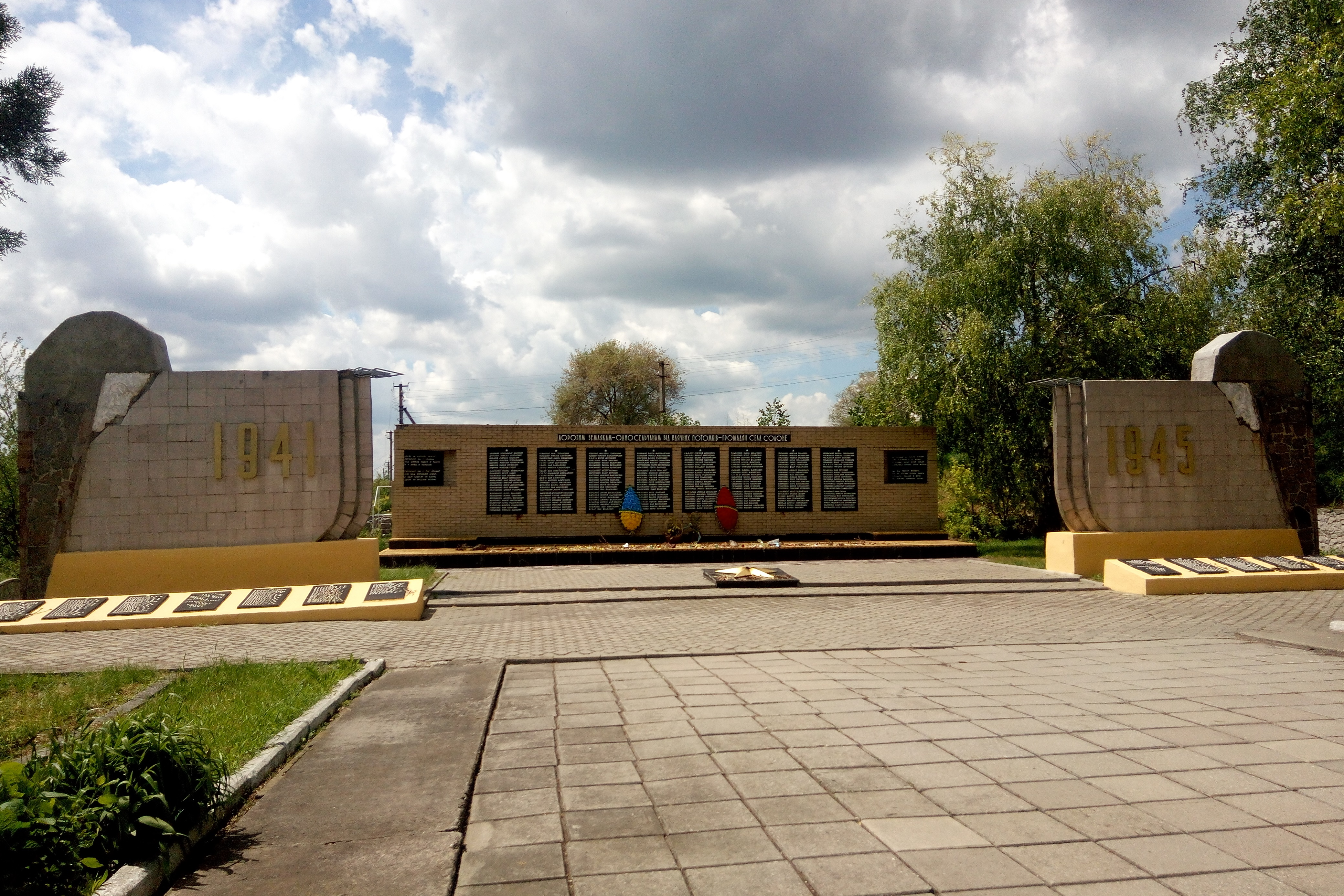
Братская могила советских воинов, погибших в годы Великой Отечественной войны
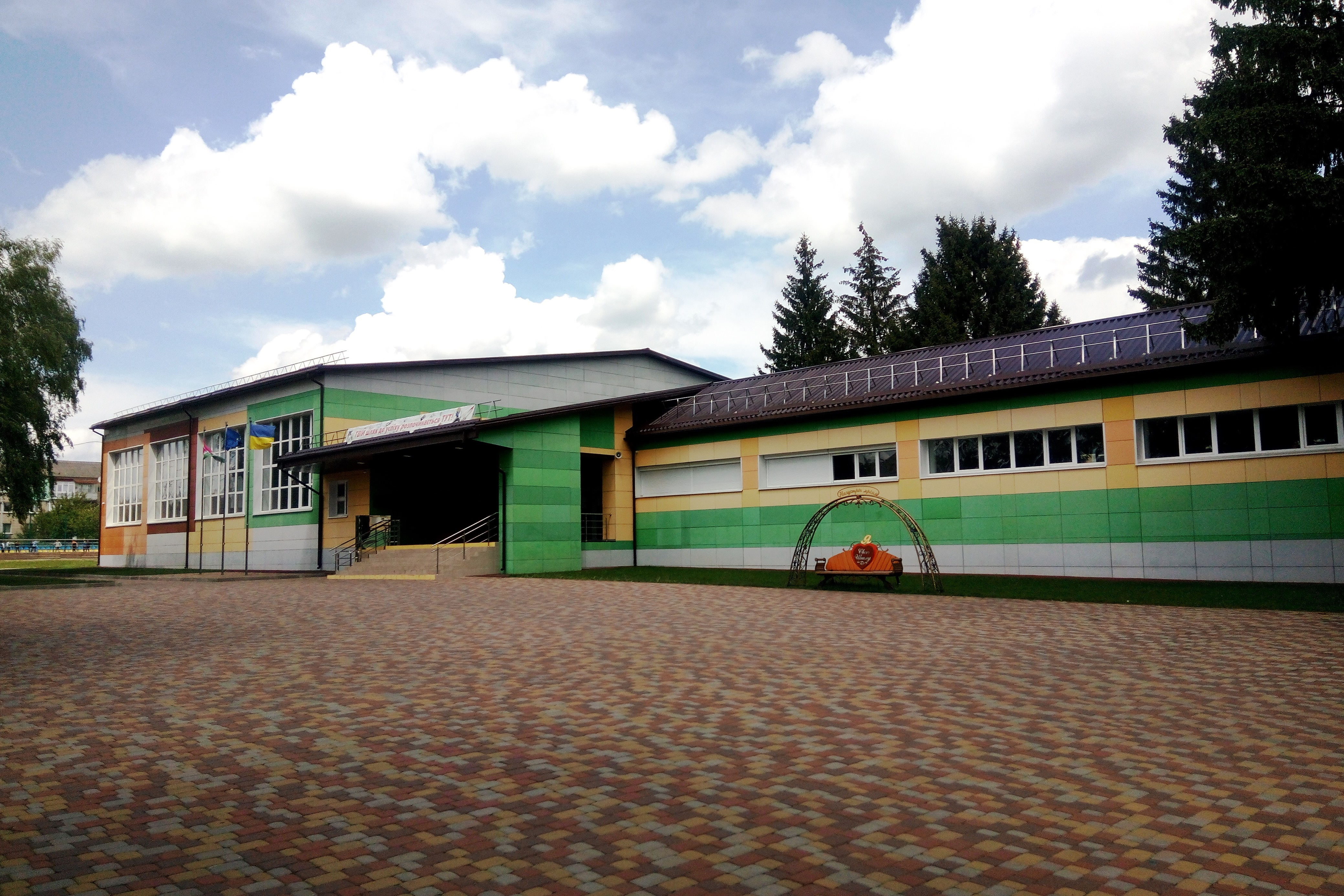
Средняя общеобразовательная школа №1
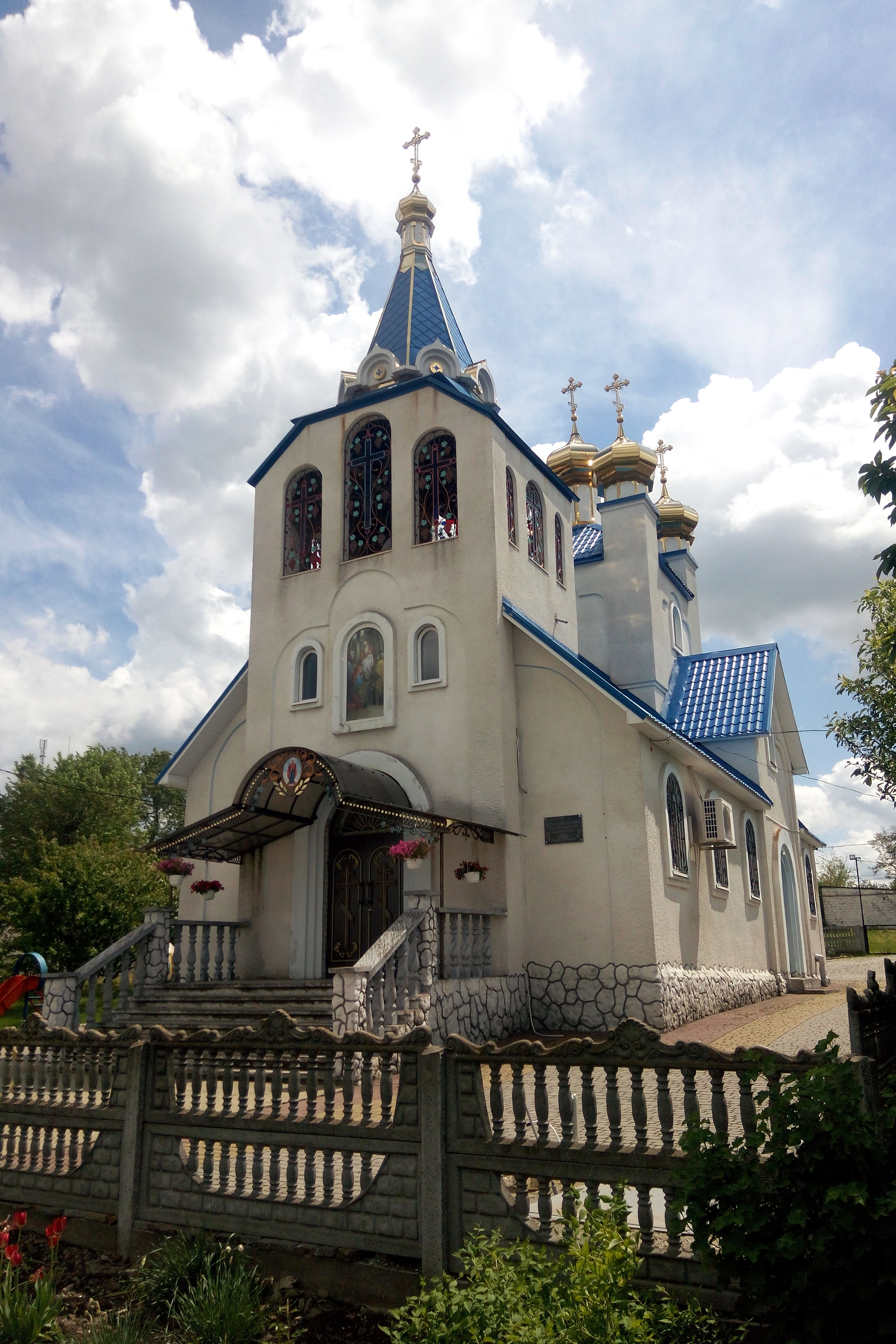
Церковь Покрова Пресвятой Богородицы
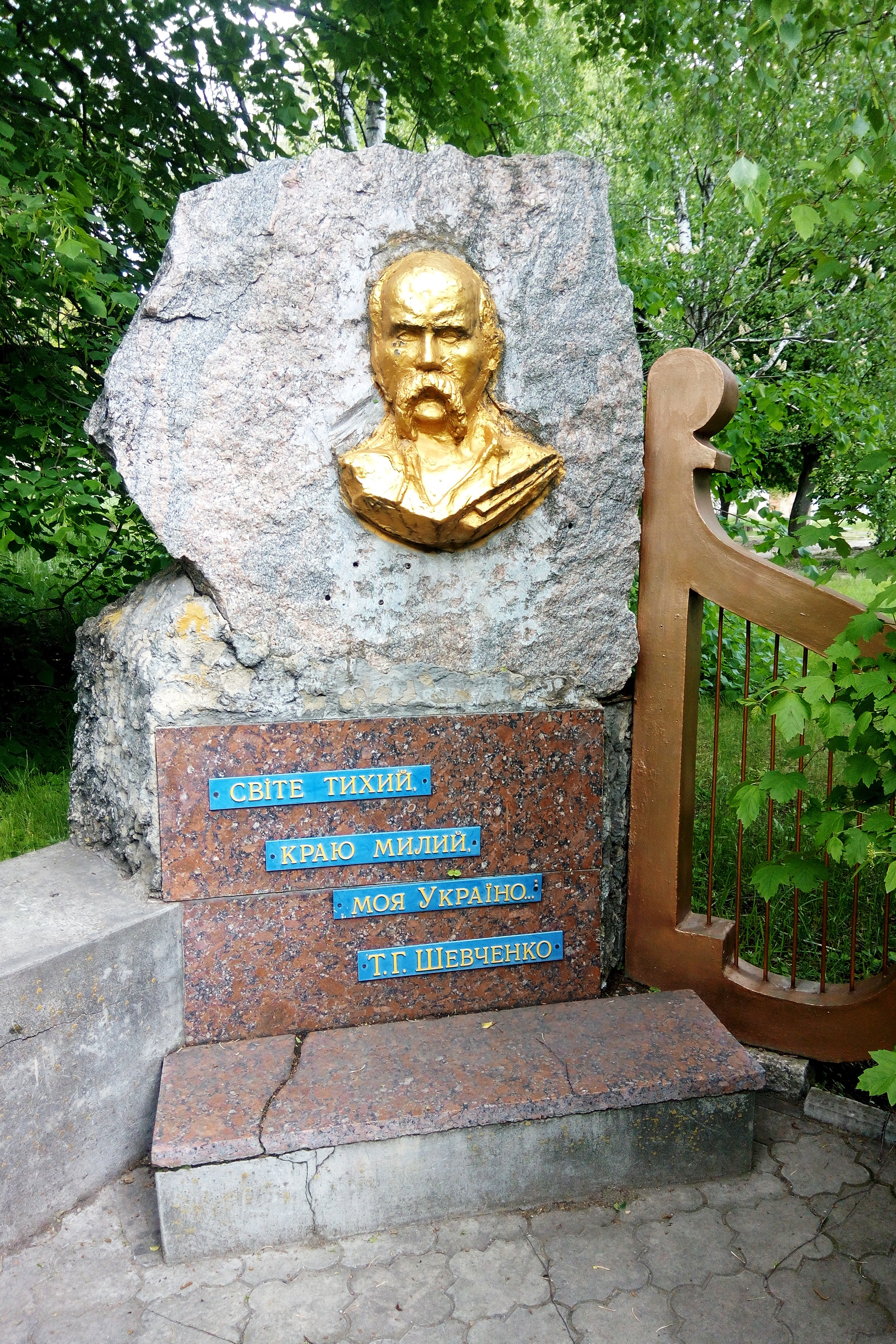
Барельеф Т. Г. Шевченко